# O Grande Kilapy
O Grande Kilapy es una película de comedia dramática luso - angoleña - brasileña, dirigida por Zézé Gamboa y protagonizada por Lázaro Ramos, Pedro Hossi, João Lagarto, Patrícia Bull y São José Correia. Se estrenó en cines en Angola el 9 de julio de 2013, en Brasil el 23 de octubre, en Portugal el 30 de octubre de 2014 y en Mozambique el 9 de abril de 2015.
La palabra "kilapy" que da título a la película proviene del idioma kimbundu y significa "golpe" o "engaño".

## Sinopsis
Ambientada en los últimos años del colonialismo portugués en Angola, entre finales de la década de 1960 y 1975. Se desarrolla a través de testimonios ficticios sobre la lucha por la liberación de Angola y la descolonización a través del personaje de Joãozinho, un héroe antipolítico y estudiante en una de las Casas dos Império de Lisboa.

## Elenco
- Lázaro Ramos - Joãozinho
- João Lagarto - Raúl
- Pedro Hossi - Pedro
- Hermila Guedes - Francisca (Kika)
- Buda Lira - Ernesto Lopes
- Patricia Bull - Rita
- Pedro Carraca - Rui
- Adriana Rabelo - Maria Antónia (Mitó)
- Sílvia Rizzo - Carmo
- São José Correia - Lola Valdez
- Antonio Pitanga - Padre de Joãozinho
- Maria Ceiça - Madre de Joãozinho
- Alberto Magassela - Alfredo
- Carlos Paca - Zeca
- Miguel Telmo - Shine
- Filipe Crawford - Inspector PIDE
- Manuel Wiborg - PIDE Lisboa
- José Boavida - Abílio (empleado)
- Marcello Urgeghe - 1º PIDE Luanda
- Jorge Silva - 2o PIDE Luanda
- Carlos Sebastião - Director PIDE Luanda
- José Pedro Gomes - Artur